# Zwartpunthaai
De zwartpunthaai (Carcharhinus limbatus), niet te verwarren met de zwartpuntrifhaai (Carcharhinus melanopterus), is een grote grijskleurige haai met zwarte punten op de vinnen. De haai komt voor in tropische en gematigd warme oceanen.

## Taxonomie
De zwartpunthaai is voor het eerst beschreven door Achille Valenciennes in Müller & Henle (1839) als Carcharias (Prionodon) limbatus. Er zijn vele andere namen gebruikt, zoals Carcharias (Prionodon) pleurotaenia, Carcharias microps, Carcharias (Prionodon) muelleri, Carcharias maculipinna, Carcharias ehrenbergi, Carcharias aethlorus, Gymnorrhinus abbreviatus, Carcharias phorcys, en Carcharhinus natator. De officiële naam is echter Carcharhinus limbatus (Müller & Henle)

## Kenmerken
De zwartpunthaai heeft een lange smalle en puntige snuit, lange kieuwspleten, een grote eerste rugvin en een vrij grote tweede rugvin. De term limbatus ('omrand') slaat op de zwarte punten van de vinnen. De punten van de borstvinnen lijken in zwarte verf gedoopt te zijn.

## Hybride
Hybrides zijn kruisingen tussen twee verschillende soorten dieren. Deze zijn zeer zeldzaam en komen slechts bij hoge uitzondering in het wild voor.
Het is daarom zeer bijzonder dat Australische onderzoekers 57 hybride haaien ontdekt hebben in 2000 km kustlijn, te meer omdat zelfs niet bekend was dat dit soort haaien bestonden.
De hybrides zijn kruisingen tussen de zwartpunthaai (Carcharhinus limbatus) en de Australische zwartpunthaai (Carcharhinus tilstoni). Laatstgenoemde komt voor in de tropische wateren nabij Brisbane, terwijl de hybride 1000 km zuidelijker is aan getroffen in de koelere wateren nabij Sydney.
Op dit moment is niet zeker wat de oorzaak van de kruising is. Er wordt verder onderzoek verricht naar factoren zoals de nabij verwantschap van beide soorten, druk door visserij en klimaatverandering.
Opvallend is dat de haaien langer zijn dan de voor deze soorten typische maximale lengte van 1,5 meter. De hybrides zijn aangetroffen met lengtes tot wel 2 meter.

## Gedrag
Net als de verwante soort C. brevipinna, is de zwartpunthaai een snelle zwemmer die uit het water kan springen en om zijn as kan draaien voordat hij terugvalt in het water. De haai geldt als niet agressief voor mensen. Toch staat deze haai op nummer zes op de lijst van het ISAF, met 28 niet uitgelokte aanvallen op mensen (tussen 1580 en 2008!), waarvan er maar één met dodelijke afloop.

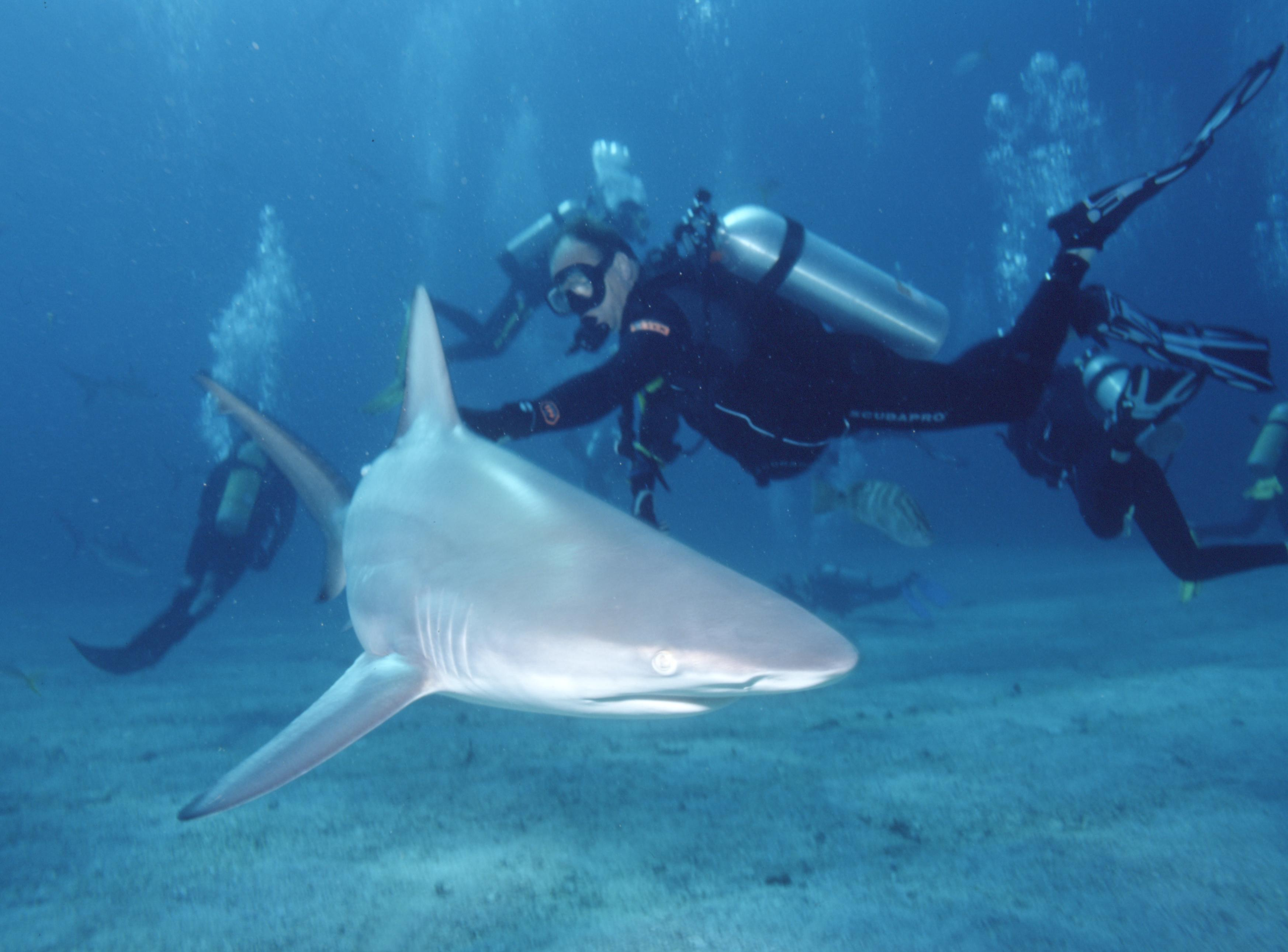
Zwartpunthaai met duiker

De zwartpunthaai is levendbarend en brengt gemiddeld 4–7 jongen ter wereld.

## Voedsel
De zwartpunthaai eet allerlei soorten vis zoals sardines, haring, makreel en poon maar ook schaaldieren en inktvissen.

## Economisch gebruik
Het gedroogde en gezouten vlees van deze haai is voor consumptie geschikt. De huid wordt voor leer en de lever voor olie gebruikt.
Zwartsnuithaai (C. acronotus) · Zilverpunthaai (C. albimarginatus) · Grootsnuithaai (C. altimus) · Sierlijke haai (C. amblyrhynchoides) · Grijze rifhaai (C. amblyrhynchos) · Varkensooghaai (C. amboinensis) · Borneohaai (C. borneensis) · Koperhaai (C. brachyurus) · Tolhaai (C. brevipinna) · Nerveuze haai (C. cautus) · Pacifische kleinstaarthaai (C. cerdale) · Witwanghaai (C. dussumieri) · Zijdehaai (C. falciformis) · Kreekhaai (C. fitzroyensis) · Galapagoshaai (C. galapagensis) · Pondicherryhaai (C. hemiodon) · Fijntandhaai (C. isodon) · Gladtandzwarttiphaai (C. leiodon) · Stierhaai (C. leucas) · Zwartpunthaai (C. limbatus) · Oceanische witpunthaai (C. longimanus) · Hardsnuithaai (C. macloti) · C. macrops · Zwartpuntrifhaai (C. melanopterus) · Schemerhaai (C. obscurus) · Caribische rifhaai (C. perezii) · Zandbankhaai (C. plumbeus) · Atlantische kleinstaarthaai (C. porosus) · Zwartstiphaai (C. sealei) · Nachthaai (C. signatus) · Vlekstaarthaai (C. sorrah) · Australische zwartpunthaai (C. tilstoni)